# Роже Мила
Алберт Роже Мо Милер (Јаунде, 20. мај 1952) је бивши камерунски фудбалер, нападач, члан камерунске репрезентације. Он представља једног од првих фудбалера са простора Африке који је играо у Европи. Наступао је на три Светска првенства у фудбалу.
Наиме, Мила постаје интернационална звезда са 38 година, доба у коме играч размиља о повлачењу, или се већ повукао. Забележио је 4 гола на Светском првенству у фудбалу 1990. Најупечатљивији моменат се десио када је одузео лопту колумбијском голману Ренеу Игити на 35 метара од гола, а затим је спровео до мреже. Помогао је камерунској репрезентацији да се пласира до четвртфинала.
Такође, остао је упамћен по прослави гола, када је потрчао ка корнер заставици, а затим заплесао.